# 비다 더턴 스커더

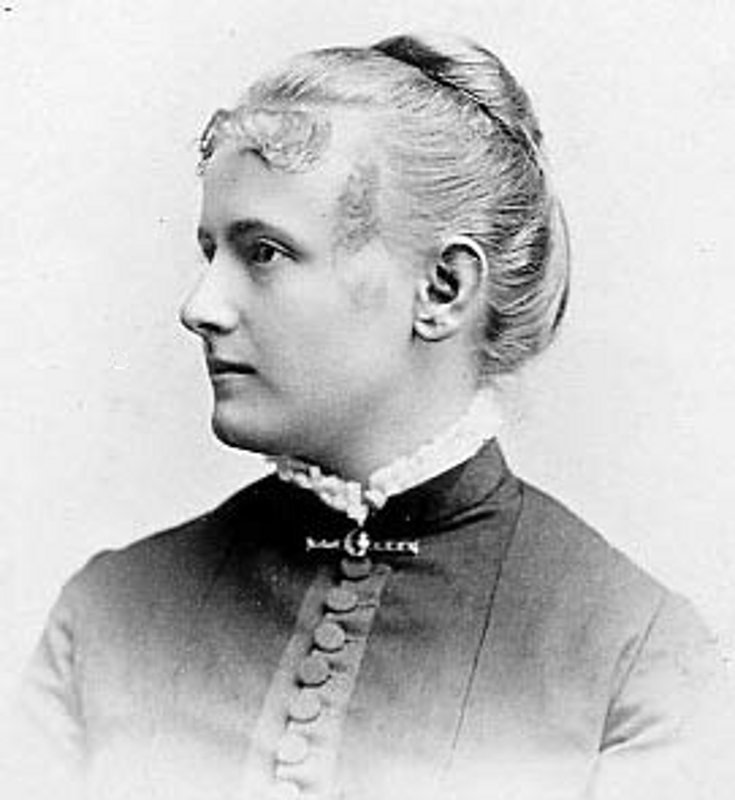
1890년의 비다 더턴 스커더

비다 더턴 스커더(Vida Dutton Scudder 1861년-1954년)는 미국 성공회의 사회주의자이자 평화주의자이다. 로마 가톨릭의 도로시 데이와 더불어 미국교회를 대표하는 진보적 지식인이라고 할 수 있다.

## 경력
- 보스턴의 명문가정에서 태어남. 부친이 선교사였음.
- 스미스대학교 졸업
- 1887년부터는 웰리슬리 대학교의 영문학 교수로 근무
- 웰리슬리 대학교 직영 복지관에서의 민중들과의 만남을 통해 빈곤과 그 원인인 구조적 악의 문제를 생각함.
- 옳지 않은 경영방식과 노동자 착취로 모은 돈을 학교가 받아서는 안 된다는 운동을 같은 교수들과 펼침.
- 1912년 매사추세츠에서 의류노동자들의 파업투쟁이 일어났을 때 스커더는 “그렇게 인간을 비참하게 만들면서 옷감이 만들어지는 한 나는 절대 모직 옷을 입지 않겠다.”고 선언함.
- 진보적인 사회의식때문에 보수적인 교육계와의 갈등으로 교수사임압력을 받음.
- 1911년 미국 사회당 입당
- 1917년 러시아 혁명이후 옛 소비에트 연방의 폭력을 보면서 폭력을 거부하고 비판하는 평화주의자가 됨.
- 러시아 혁명을 보면서 스커더는 사람의 마음이 바뀌지 않으면 혁명이 일어난다고 해도 새로운 지옥이 만들어질 뿐,새로운 세상이 만들어지는 것이 아님을 깨닫고, 성 시에나의 카타리나와 성 프란체스코의 삶과 영성에 관심을 가졌다.
- 1954년 별세.

## 어록
| “ | 기독교적 양심이라는 게 고작 자선이나 베푸는 것일까? 그런 걸로 사회적 불평등이 해소될 수 있을까? 나 같은 교수가 있는 돈 갖고 하는 일 말고 그 돈이 어떻게 생기게 되는지 따지는 것도 신앙적 양심의 표현 아닐까? | ” |

## 사상
- 능력에 따라 일하고, 필요에 따라 임금을 지불하고, 주는 자와 받는 자가 모두 인간적으로 성장하는 사랑과 자비의 관계를 맺는 세상을 성육신 사상(하느님께서 예수 그리스도를 통해 인간의 삶과 제도, 일에 들어오셨다)과 십자가 신학(하느님은 예수 그리스도의 자기 비움과 무능함을 통해 자신을 드러내었다.)에 근거하여 주장함.